# Dagobert Sigmund von Wurmser
Dagobert Sigmund von Wurmser (7 de mayo de 1724 - 22 de agosto de 1797) fue un mariscal de campo austríaco durante las guerras revolucionarias francesas. Aunque luchó en la Guerra de los Siete Años, la Guerra de Sucesión de Baviera, montó varias campañas exitosas en Renania en los años iniciales de las Guerras Revolucionarias Francesas, es probablemente más recordado por su operaciones fallidas contra Napoleón Bonaparte durante la campaña de 1796 en Italia.
Aunque inicialmente estuvo en el Ejército de Francia durante la Guerra de los Siete Años, Wurmser abandonó Francia después de que Luis llegara a un acuerdo de paz con Gran Bretaña y se unió al ejército de la Casa de Habsburgo. Más tarde participó en la breve Guerra de Sucesión de Baviera, también llamada Kartoffelkrieg (Guerra de la patata). Durante las guerras revolucionarias francesas, Wurmser estuvo al mando de varios ejércitos imperiales de los Habsburgo en el valle del río Rin entre 1793 y 1795, y quizás su logro más destacado fue la toma de las líneas de Lauterburg y Weissenburg en octubre de 1793.
En 1796, Francisco II, Emperador del Sacro Imperio Romano Germánico, lo envió al norte de Italia, donde el ejército de los Habsburgo defendió los territorios del sur de Austria. En una serie de batallas bien libradas con el ejército francés, bajo el mando del prometedor general Napoleón Bonaparte, Wurmser quedó atrapado con su ejército en Mantua ; después de una capitulación negociada, Wurmser abandonó la ciudad con sus honores y 700 hombres y regresó a Viena. Su derrota en Mantua no disminuyó el brillo de su servicio a los ojos imperiales (se le concedió otro nombramiento de inmediato), pero era un anciano de 72 años que había pasado la mayor parte de su vida adulta en arduas campañas. Su salud le falló poco después de su nombramiento y murió en 1797.

## Familia y carrera temprana
Nacido en Estrasburgo, en el Francés provincia de Alsacia, era hijo de Frantz Jacob Wurmser von Vendenheim. Fue bautizado en la iglesia protestante de San Nicolás y sirvió por primera vez en el ejército francés en 1741 durante las primeras campañas de las guerras de Silesia como oficial de caballería bajo el mando del mariscal Carlos, príncipe de Soubise. En 1747, fue ascendido a Capitán de Caballería.
Se casó el 25 de enero de 1761 en Vendenheim (Département du Bas-Rhin) con Sophia Henrietta Rosina Juliana von und zu der Thann. Murió a los 39 años en Trautenau (Bohemia) el 27 junio de 1772 como consecuencia del parto, y fue enterrada en Michelsdorf (Silesia).
En 1750, cuando su padre abandonó Alsacia y se convirtió en súbdito de los Habsburgo, Wurmser también dejó el servicio francés y se unió al ejército de la Casa de los Habsburgo. Trajo consigo las legiones que comandaba desde Francia. Como parte del ejército imperial austríaco, participó en los últimos años de la guerra continental, a veces llamada "Pequeña Guerra" porque no involucran a tres de las cinco grandes potencias de Europa . En estos enfrentamientos contra los prusianos, mostró capacidades de mando excepcionales y una actitud astuta y valiente. El 30 de enero de 1761, El Emperador Francisco I lo elevó al estado comital del Sacro Imperio Romano Germánico de la Nación Germánica. Dos años más tarde, el hermano de Francisco, el príncipe Carlos Alejandro de Lorena, el Statthalter de los Países Bajos austríacos, conocido como un audaz partisano, reunió a sus voluntarios: un regimiento de infantería y otro de húsares, con una compañía de artillería. —y se unió al servicio austriaco.

## Guerra de Sucesión de Baviera
En la primavera de 1778, el 30.º de Húsares de Wurmser se colocó en el norte de Bohemia, para cubrir la frontera con Sajonia y Silesia. Friedrich von Nauendorf, el hijo del anterior Coronel-Propietario del Regimiento, era capitán en un puesto avanzado de la aldea, con unos 50 húsares bajo su mando. A principios de julio, el general prusiano Johann Jakob von Wunsch (1717–1788), cruzó a Bohemia cerca de la ciudad fortificada de Náchod, en la acción de apertura de la Guerra de Sucesión de Baviera. Nauendorf dirigió a sus 50 húsares para enfrentarse a la fuerza considerablemente mayor de Wunsch. Cuando se encontraron con la fuerza de Wunch, los saludó como amigos; cuando los prusianos se dieron cuenta de la lealtad de los húsares, Nauendorf y su pequeña fuerza tenían la ventaja, y Wunsch se retiró. Al día siguiente, Nauendorf fue ascendido a comandante. A medida que la guerra se desarrollaba durante el verano, los Húsares de Wurmser cubrieron el flanco izquierdo del ejército principal, que estaba posicionado en las alturas atrincheradas sobre Jaroměř, en una triple línea de reducto s extendiéndose 15 kilómetros (9 mi) a lo largo del río hasta Königgrätz.
En octubre, José II del Sacro Imperio Romano Germánico retiró la mayor parte del Ejército Imperial a la frontera de Bohemia, bajo la amenaza de intervención de Catalina II de Rusia; Federico II de Prusia hizo lo mismo. Una pequeña fuerza de húsares y dragones permaneció en Bohemia para proporcionar un cordón de invierno, diseñado para evitar las incursiones prusianas en Bohemia. Designado para ser comandante del cordón de invierno, Wurmser ordenó una pequeña columna de asalto bajo el mando del coronel Wilhelm Klebeck para atacar el pueblo de Dittersbach. Klebeck dirigió una columna de croatas al pueblo. Durante la acción, 400 prusianos fueron asesinados, otros 400 hechos prisioneros y ocho colores fueron capturados. Tras sus éxitos contra los prusianos en 1778, Joseph le otorgó la Cruz de Caballero de la Orden Militar de María Teresa el 21 de octubre de 1778.
En otra incursión, en enero de 1779, Wurmser avanzó hacia el Grafschaft Glatz en cinco columnas, dos de las cuales, comandadas por el Mayor General Franz Joseph, Conde Kinsky, rodearon  Habelschwerdt del 17 al 18 de enero.Mientras una columna aseguraba el acceso, la otra, bajo el liderazgo del Coronel Pallavicini, asaltó la ciudad, capturó al mayor general Adolfo de Hesse-Philippsthal-Barchfeld y 714 hombres, tres cañones y siete banderas. El mismo Wurmser lideró la tercera columna en un asalto al llamado fortín sueco en Oberschwedeldorf; este y la ciudad de Habelschwerdt fueron incendiados por obús s. El mayor general Ludwig, barón de Terzi (1730-1800), que cubría con las dos columnas restantes, hizo retroceder el relevo enemigo y tomó 300 prisioneros prusianos. Mientras tanto, Wurmser mantuvo su posición en el pueblo cercano de Rückerts y la ciudad Reinerz. Sus patrullas de avanzada llegaron a las afueras de Glatz y pudieron cubrir las fronteras de Silesia, casi llegando a Schweidnitz. Halberschwerdt y Oberschwedeldorf fueron destruidos.

## Guerras Revolucionarias Francesas
En 1787, Wurmser recibió un ascenso a General der Kavallerie (General de Caballería (Austria)); ocupó una serie de cargos en Viena, Bohemia y Galicia (Galicia (Europa del Este)), convirtiéndose en comandante general en esta última en 1787 durante la Guerra de Austria con los otomanos Guerra austro-turca (1787-1791). Mientras Wurmser luchaba en las batallas de Austria en los Balcanes, en Francia, una coalición del clero y la clase profesional y burguesa—los Primeros y Terceros estados: encabezaron un llamado a la reforma del gobierno francés y la creación de una constitución escrita. Inicialmente, los gobernantes de Europa vieron la Revolución Francesa como un evento entre el rey francés y sus súbditos, y no como algo en lo que deberían interferir. En 1790, Leopoldo sucedió a su hermano José como emperador y en 1791, consideró la situación que rodeaba a su hermana, María Antonieta, y sus hijos, con mayor alarma. En agosto de 1791, en consulta con los nobles franceses emigrados y Federico Guillermo II de Prusia, emitió la Declaración de Pillnitz, en la que declaraban el interés de los monarcas de Europa como uno con los intereses de Louis y su familia. Amenazaron con consecuencias ambiguas pero bastante graves si algo le sucedía a la familia real. Los emigrados franceses continuaron agitando para apoyar una contrarrevolución. El 20 de abril de 1792, la Convención Nacional Francesa declaró la guerra a Austria. En la Guerra de la Primera Coalición (1792–1797), Francia se opuso a la mayoría de los estados europeos que compartían fronteras terrestres o marítimas con ella, además de Portugal y el Imperio Otomano.

### Campaña del Rin 1793–1794
Desde febrero de 1793 hasta enero de 1794, Wurmser comandó el Ejército Imperial del Rin. Estuvo al mando del asalto exitoso de las líneas de Lauterburg y Weissenburg en 13 de octubre de 1793. The Lines, una serie de movimientos de tierra en el lado sur del río Lauter, un afluente del río Rin en Alsacia-Lorena, ofreció una importante posición defensiva estratégica para los franceses.
Parte del Ejército de los Vosgos de Francia, bajo el mando general de Jean Victor Moreau, ocupaba la posición francesa. Los tres batallones y seis escuadrones, comandados por el General de Brigada Illier, mantuvieron la posición con diez piezas de artillería. La línea defensiva francesa corrió al oeste de Lauterbourg en el Rin a Saarbrücken. La parte occidental de esta línea, desde Lauterbourg a Wissembourg, estaba protegida por las Líneas de Wissembourg, una serie de fortificaciones construidas casi un siglo antes para proteger a Alsacia de la invasión a lo largo de la llanura entre tlos Vosgos y el Rin. El Ejército del Rin defendió estas Líneas. El Ejército del Rin también estaba en Saarbrücken y el Cuerpo de los Vosgos los unía, con campamentos en Hornbach y Kettrick.
El 20 de agosto, Wurmser dirigió a la 4ª Columna Aliada y las tropas de Hessen y Austria del mariscal de campo Kavanagh, aumentadas por un batallón de tropas de emigrados, para asaltar parte de las obras; El ataque de Kavanagh expulsó con éxito a los franceses de la posición; El general Illier fue asesinado por un Hessen Jäger. Un número desconocido de los 3.000 defensores franceses resultaron muertos o heridos; tres oficiales y 100 hombres fueron capturados. Las pruebas de las líneas de Weissembourg continuaron durante los siguientes 45 días. Cada escaramuza, cada sonda, puso a prueba la fuerza y la determinación de los franceses. A mediados de septiembre, los prusianos derrotaron con éxito un asalto francés en Pirmasens, una pequeña fortificación al norte y al este; este éxito animó a la alianza austriaca y prusiana a aventurar un gran asalto a las defensas francesas.
La fuerza de Wurmser de 33.599 infantes y 9.635 caballerías se había reducido en las Líneas, escaramuzando durante agosto y septiembre con la infantería y la caballería francesas, que siempre se retiraban a la posición defensiva superior detrás de las obras de tierra. Mientras los prusianos marchaban alrededor de las líneas, desde Pirmasens, Wurmser organizó su fuerza en siete columnas y asaltaron las Líneas en oleadas. En la Primera Batalla de Wissembourg (Primera Batalla de Wissembourg (1793)) el 13 de septiembre, las defensas francesas fueron violadas con éxito.
Dos meses después, los franceses comprometieron grandes fuerzas para recuperar las Líneas. Wurmser comandó el contingente austríaco en la derrota en la Segunda Batalla de Wissembourg el 26 de diciembre de 1793.

### Campaña del Alto Rin
Desde agosto de 1795 hasta junio de 1796, Wurmser estuvo al mando del Ejército del Alto Rin.

## Campaña en el norte de Italia

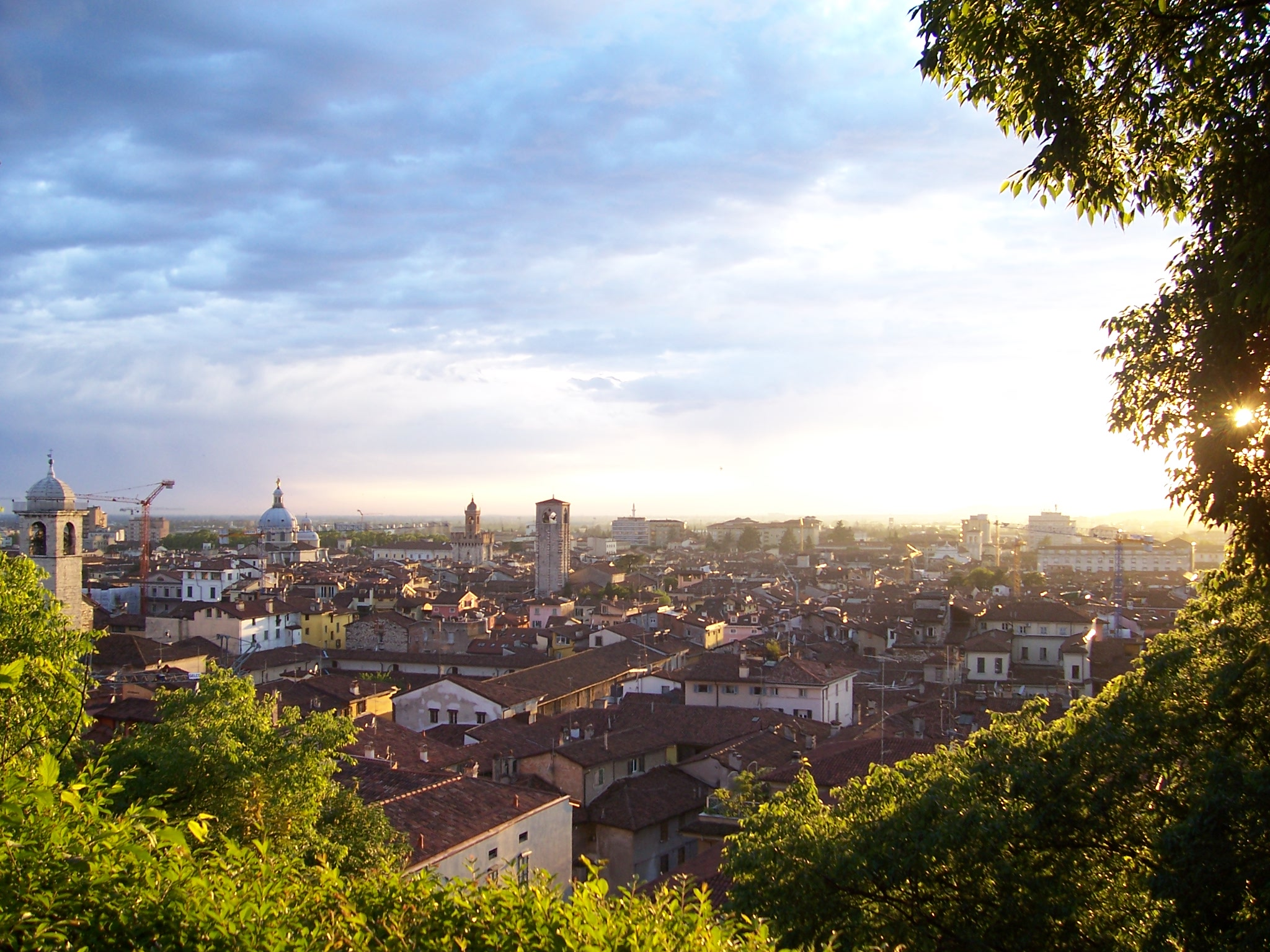

En 1796, Wurmser descendió al norte de Italia, con 25.000 hombres de su antiguo Ejército del Rin, para unirse al maltrecho ejército de Beaulieu en el norte de Italia. Los dos ejércitos se encontraron en Trent y marcharon a Mantua en tres columnas.
Las columnas de Wurmser obtuvieron algunos éxitos iniciales. La columna de avanzada, bajo el mando de Peter Quosdanovich avanzó hacia el lago de Garda, y una pequeña fuerza de reconocimiento al mando de Johann von Klenau avanzó desde los Alpes hacia la ciudad de Brescia; allí, encontraron a la guarnición francesa local desprevenida. A medianoche, Klenau lideró dos escuadrones del 8º Regimiento de Húsares "Wurmser" y varios otros batallones y escuadrones en un ataque contra la guarnición francesa. Capturaron entre 600 y 700 soldados franceses estacionados allí y tres oficiales del Directorio francés: Jean Lannes, Joachim Murat y François Étienne de Kellermann. Quasdanovich logró ocupar Lonato.
Wurmser no contó con un movimiento rápido de los franceses. En dos días, la fuerza de Klenau se retiró frente a Napoleón Bonaparte (Napoleón I de Francia) y 12.000 franceses; su pequeña vanguardia fue expulsada rápidamente de Brescia el 1 de agosto. En la posterior Batalla de Lonato del 2 al 3 de agosto de 1796, los franceses al.por lo que obligó a la columna de Quasdanovich a retirarse a las montañas, con grandes pérdidas. Las operaciones de limpieza duraron hasta mediados de agosto, aislando la fuerza de Quasdanovich por Lago de Garda, y liberó a los franceses para concentrarse en la fuerza principal de Wurmser en Castiglione delle Stiviere, más al sur; La posterior victoria de Bonaparte contra Wurmser en la Batalla de Castiglione obligó al viejo comandante a cruzar el río Mincio y permitió que los franceses regresaran al sitio de Mantua.
La reanudación del asedio no estuvo exenta de problemas. Para moverse rápidamente contra Wurmser, Napoleón había abandonado todo su equipo de asedio, dejándolo en Mantua. Cuando reanudó el asedio, fue mucho menos efectivo sin sus armas. Además, a principios de septiembre, muchas de las unidades austriacas dispersas se habían reincorporado a la columna de Wurmser. Aun así, en la Batalla de Bassano el 8 de septiembre, los austriacos fueron superados en número casi dos a uno por los franceses. Mientras el ejército austriaco se retiraba, Bonaparte ordenó una persecución que causó los austriacos a abandonar su artillería y equipaje. La mayor parte del tercer batallón del 59 Jordis y el primer batallón del Banato de Infantería de Frontera fueron capturados y estas unidades dejaron de existir después de esta batalla. Los austriacos perdieron 600 muertos y heridos y 2000 capturados, además de 30 cañones, ocho colores y 200 limbers y vagones de municiones. La columna de Wurmser luchó hasta la sitiada Mantua, pero emergió repentinamente, en un esfuerzo por escapar, en la batalla de La Favorita cerca de allí el 15 de septiembre. Este fue el segundo intento de aliviar la fortaleza; cuando los austriacos se retiraron de la batalla, se retiraron a Mantua, y desde el 15 de septiembre hasta el 2 de febrero de 1797, Wurmser quedó atrapado dentro de la fortaleza mientras la ciudad estaba sitiada.
Tras la pérdida de Austria en la Batalla de Rivoli, 48 kilómetros (30 mi) al norte de Mantua, el 14 y 15 de enero de 1797, cuando claramente no habría ayuda austriaca para Mantua, Wurmser envió a uno de sus subalternos, Johann von Klenau, a negociar las condiciones de rendición con el general francés Jean Sérurier, Evidencia adicional sugiere que Bonaparte estuvo presente y dictó términos mucho más generosos de lo que esperaban los austriacos. Wurmser, a quien Napoleón tenía en alta estima, dejó Mantua con sus hombres y oficiales, y sus honores de batalla, y regresó a tierras austriacas.

## Legado
De todos los mariscales de campo al servicio de los Habsburgo durante las Guerras Revolucionarias Francesas y Napoleónicas, Wurmser fue reconocido entre los mejores. Algunos historiadores atribuyen los problemas de Austria a su estado mayor envejecido, en comparación con el estado mayor relativamente joven del Imperio francés. Por ejemplo, Wurmser tenía 72 años, acercándose a los 73 en la campaña de 1796, y Peter Vitus von Quasdanovich (n. 1738) se acercaba a los 60. Además del canoso estado mayor, también había jóvenes, y estos demostraron una aguda perspicacia militar: El archiduque Carlos (Archiduque Carlos, duque de Teschen) tenía 26 años en la campaña de 1796 y había sido instruido por Hohenlohe-Kirchberg y Wurmser; Schwarzenberg también era joven, menor de 30 años; Johann von Klenau, a los 31 años, era el mariscal de campo más joven en el ejército de los Habsburgo; y había muchos otros. Pero Wurmser pudo haber sido obstaculizado más por el Consejo Áulico que por su edad; Digby Smith señala que descendió a Italia encadenado con un jefe de personal nuevo e inexperto que le envió el Consejo con planes de batalla e instrucciones por escrito. Estos restringieron sus movimientos en Italia y le impidieron responder a objetivos de oportunidad.
Quebrantado de salud, un caballero sin miedo e irreprochable, Wurmser murió en Viena el verano siguiente.